# Charles de Chauveau
Louis Charles Honoré de Chauveau de Serres, dit Charles de Chauveau, né le 29 janvier 1829 à Paris et mort le 21 octobre 1889 à Concarneau (Finistère), au Château de Kériolet, est un militaire et homme politique français.
Époux de la princesse russe Zénaïde Youssoupov, il participe au financement, à la construction et à l'aménagement du Château de Kériolet (Concarneau).

## Biographie
Né en 1829, Charles de Chauveau est élevé à Paris dans une famille roturière par son père Louis Charles Chauveau, employé des pompes funèbres et sa mère Marguerite Jonette. 
Après avoir obtenu sa licence de Lettres, il entame une carrière dans l'administration et entre au gouvernement comme chef de cabinet de Napoléon Maret, grand chambellan de l'empereur Napoléon III. Par la suite, il est nommé capitaine d'état-major de la Garde nationale puis, en 1860, membre du conseil général du Finistère dans le canton de Concarneau par 1 435 suffrages sur 1 914 inscrits.  